# Nell Shipman
Nell Shipman (25 de octubre de 1892 – 23 de enero de 1970) fue una actriz, autora y guionista, productora y directora cinematográfica, además de adiestradora de animales, de nacionalidad canadiense. Fue una de las cineastas canadienses pioneras en Hollywood, y es conocida sobre todo por su trabajo con historias de James Oliver Curwood, y por interpretar a mujeres aventureras y de gran fortaleza. En 1919, ella y su marido, el productor Ernest Shipman, rodaron el film mudo de mayor éxito de la cinematografía canadiense, Back to God's Country, en el cual interpretó uno de los primeros desnudos del cine.

## Biografía
Su verdadero nombre era Helen Foster-Barham, y nació en Victoria, Columbia Británica, mudándose su familia a Seattle, Washington, cuando ella tenía trece años de edad. Shipman se inició como actriz teatral, actuando para compañías de repertorio antes de entrer en el mundo del cine. Además, desde muy temprana edad sintió un gran respeto hacia los animales, y más tarde luchó a favor de sus derechos en Hollywood, posicionándose en contra de la crueldad hacia los animales. Ella rescató a cuantos animales podía, acomodándolos finalmente en un zoo propio en el que tenía más de 200.
Cuando tenía 18 años, conoció y se casó con el empresario teatral de 39 años Ernest Shipman (17 de diciembre de 1871 – 7 de agosto de 1931). Tras casarse, la pareja se trasladó a Hollywood para empezar a trabajar en la industria del cine. En esa época ella vendió los derechos de su libro Under the Crescent Moon a Universal Studios (ellos querían rodar un serial con la historia). Además, empezó a actuar en producciones de Universal, Selig Polyscope Company y Vitagraph Studios. Entre 1915 y 1918 hizo varios papeles protagonistas, incluyendo God’s Country and the Woman (1915). Nell Shipman escribió y actuó en el film, basado en una historia corta de James Oliver Curwood.
En 1918 contrajo la gripe española y casi falleció. Perdió todo su bonito cabello y hubo de llevar peluca, aunque afortunadamente su pelo volvió a crecer. Mientras se recuperaba decidió crear una compañía productora llamada "Shipman-Curwood Producing Company". El primer y único film que la compañía produjo estaba basado en otra historia de Curwood, "Wapi the Walrus", y fue adaptado por la misma Nell Shipman. El título de la película fue Back to God’s Country, pensado para capitalizar el éxito obtenido con "God's Country and the Woman." La cinta, de
73 minutos de duración, fue rodada en Los Ángeles, San Francisco y cerca del  Pequeño Lago de los Esclavos, en Alberta, y dirigida por David Hartford. "Back To God's Country" fue un gran éxito del cine mudo, tanto canadiense como internacional. Shipman hizo el papel protagonista, y llevó a cabo una controvertida aunque breve escena de desnudo.
Tras Back to God's Country, Shipman y su coprotagonista, Bert Van Tuyle, con el que mantuvo una relación amorosa, volvieron a Hollywood, donde ella se divorció de Ernest Shipman. En ese periodo creó la compañía "Nell Shipman Productions" con Van Tuyle, y se confirmó como productora independiente. Se centró en los temas que más le interesaban: fauna salvaje, naturaleza, mujeres heroicas, y rodajes en exteriores, fuera de los platós. Así, produjo, escribió, codirigió y actuó en The Girl From God’s Country (1921) y "The Grub Stake" (1923), ambos filmes de éxito.
Mientras vivía en Spokane, Nell Shipman hizo una película titulada The Grub Stake, que costó producir unos 180.000 dólares. Desafortunadamente, el film no llegó a distribuirse por bancarrota de la distribuidora estadounidense, y por los posteriores procedimientos legales. Mientras tanto Shipman intentó mantener su compañía y, tras transportar todo su zoo a Priest Lake, Idaho, rodó varios cortos en Lion Head Lodge. Sin embargo, la situación se fue complicando al hacerse Van Tuyle cada vez más inestable y al matar gente del lugar a sus animales. Además, en un escenario que recordaba a uno de sus filmes, Nell y Bert se perdieron dos días en la naturaleza durante una violenta tormenta de nieve a principios de 1924. Sin embargo, se salvaron al ser rescatados por dos hermanos, Joseph y Fred Gumaer.
A finales de ese año, la productora de Shipman quebró, y ella rompió su relación con Van Tuyle. Por todo ello, se vio forzada a vender sus animales al Zoológico de San Diego, ya que no podía costear el mantenimiento de los mismos. Finalmente, empezó a escribir guiones y cuentos, actividad que siguió haciendo durante el resto de su vida. De entre ellos destaca la historia que fue la base para el film Wings in the Dark, protagonizado por Myrna Loy y Cary Grant (1934).
El último proyecto importante de Shipman fue su autobiografía, The Silent Screen and My Talking Heart, publicada póstumamente por la Boise State University. La Universidad también mantiene la Colección Nell Shipman en la Albertsons Library. Nell Shipman falleció en Cabazon, California, en 1970, a los 77 años de edad.

## Filmografía
(Cualquiera o todas: guionista/directora/productora/actriz)
| - The Ball of Yarn (1910) - Outwitted by Billy (1913) - One Hundred Years of Mormonism (1913) - God's Country and the Woman (1915) - The Pine's Revenge (1915) - Under the Crescent (1915) - The Pine's Revenge (1915) - The Fires of Conscience (1916) - Through the Wall (1916) - Baree, Son of Kazan (1917) - The Black Wolf (1917) - My Fighting Gentleman (1917) - The Girl From Beyond (1918) - The Home Trail (1918) - Cavanaugh of the Forest Rangers (1918) | - The Wild Strain (1918) - Back to God's Country (1919) - Something New (1920) - The Girl from God's Country (1921) - A Bear, A Boy and A Dog (1921) - The Grub-Stake (1923) - The Light on Lookout (1924) - The Trail of the North Wind (1924) - White Water (1924) - Wolf's Brush (1924) - The Golden Yukon (1927) - Wings in the Dark (1935) - The Story of Mr. Hobbs (1947) |